# Moulin de Mouzaive
Le moulin de Mouzaive  est un ancien moulin à eau situé à Mouzaive dans la commune de Vresse-sur-Semois au sud de la province de Namur (Belgique). 
Le moulin à eau est classé comme monument depuis le 20 novembre 1972.

## Localisation
Le moulin est situé sur la rive droite de la Semois. Sur la rive opposée, se trouve le village de Mouzaive. Une passerelle franchit la Semois juste en face du moulin. Bien que proche du cours de la Semois, le moulin n'était pas alimenté par les eaux de cette rivière mais par celles d'un de ses affluents, le ruisseau de Gros-Fays. Jadis, ce ruisseau alimentait plusieurs moulins à eau aujourd'hui disparus. Le moulin de Mouzaive était celui qui était situé le plus en aval. L'ancien moulin se situe aux nos 58 et 60 de la rue de Liboichaut (route nationale 945).

## Historique
Le bâtiment actuel a été réalisé lors de la première moitié du XIXe siècle. Ce bâtiment remplace un moulin probablement construit antérieurement à 1500.

## Description
Le moulin est une construction de deux niveaux en schiste et pierre de France sous toiture en faisiaux (ardoises locales) ne possédant plus de roue à aubes mais ayant néanmoins conservé les restes de deux arbres de roues. L'ancien moulin est une propriété privée et ne se visite pas.